# Corral de Terraubella
El Corral de Terraubella era un corral ramader del terme municipal de Tremp, a l'antic terme de Fígols de Tremp, al Pallars Jussà.
Estava situat al nord-oest de Santa Engràcia, al vessant sud-occidental de la Serra de Santa Engràcia, a ponent de les Fontetes. Era a l'esquerra del barranc del Corral de Terraubella.